# Хосе Луїс Гонсалес Давілья
Хосе Луїс Гонсалес Давілья (ісп. José Luis González Dávila, нар. 14 вересня 1945, Мехіко, Мексика — пом. 8 вересня 1995) — мексиканський футболіст, півзахисник.

## Клубна кар'єра
Народився в Мехіко, вихованець клубу «УНАМ Пумас». Разом з Аароном Паділльєю став одним з багатьох футболістів, яких виховала молодіжна академія «Пумаса». У 20 річному віці переведений до першої команди, у футболці якої дебютував 2 грудня 1962 року в нічийному (1:1) поєдинку Прімера Дивізіону проти «Толуки». Швидко став гравцем стартового складу, а в сезоні 1967/68 років разом з «Пумасом» став віце-чемпіоном Мексики. Протягом 9 років виступав в УНАМі, залишаючись одним з провідних гравців та капітаном команди; нині вважається одним з найкращих гравців в історії клубу. У 1971 році перейшов у «Толуку», де грав протягом трьох років, але жодного трофею разом з командою не здобув. Професіональну кар'єру завершив у віці 32 років.

## Кар'єра в збірній
У 1964 році тренер Ігнасіо Трельєс викликав Гонсалеса до другої збірної Мексики на Олімпійські ігри в Токіо. На Олімпіаді зіграв у трьох матчах, в яких мексиканці одного разу зіграли внічию та зазнали двох поразок, через що збірна Мексики посіла 3-тє місце в груповому етапі та вилетіла з турніру.
У першій збірній Мексики дебютував під керівництвом Ігнасіо Трельєса 28 лютого 1965 року в переможному (1:0) поєдинку кваліфікації чемпіонату світу 1966 року проти Гондурасу. Вже в наступному матчі, 4 березня 1965 року, в матчі-реванші з вище вказаним суперником (3:0) відзначився першим голом у національній команді, а в кваліфікації увійшов до списку найкращих бомбардирів по завершенні протистояння зі США (2:2). Декілька тижнів потому взяв участь у Чемпіонаті КОНКАКАФ, де зіграв два з п'яти матчів, а його команда перемогла на турнірі. У 1966 році Трельєс викликав Хосе на чемпіонат світу в Англії, де просидів увесь турнір на лаві запасних, а мексиканці завершила виступи за підсумками групового етапу.
У 1970 році, після декількох десятків виступів у товариських матчах, Гонсалес опинився у списку гравців, оголошеному тренером Раулем Карденасом, які поїхали на чемпіонат світу в Мексиці. На домашньому для мексиканців мундіалі був одним з провідних гравців своєї команди і зіграв три з чотирьох матчів; на груповому етапі зі Сальвадором (4:0) та Бельгією (1:0) та у чвертьфіналі з Італією (1:4). Окрім цього, в останньому з вище вказаних поєдинків відзначився голом, реалізувавши пенальті та відкривши рахунок у матчі, а збірна Мексики вперше в історії на чемпіонаті світу змогла вийти з групи, в якій вони посіли друге місце, але вибули з турніру на стадії чвертьфіналу. Загалом у футболці збірної Мексики зіграв 41 матч, в яких відзначився 4-ма голами, окрім цього декілька матчів провів з капітанською пов'язкою.

### Голи за збірну
Рахунок та результат збірної Мексики знаходиться на першому місці.
| №  | Дата           | Місце                                             | Суперник | Рахунок | Результат | Змагання                           |
| -- | -------------- | ------------------------------------------------- | -------- | ------- | --------- | ---------------------------------- |
| 1. | 4 березня 1965 | Олімпійський стадіон, Мехіко, Мексика             | Гондурас | 1–0     | 3–0       | кваліфікація чемпіонату світу 1966 |
| 2. | 7 березня 1965 | Лос-Анджелес Меморіал Колізеум, Лос-Анджелес, США | США      | 1–0     | 2–2       | кваліфікація чемпіонату світу 1966 |
| 3. | 1 січня 1969   | Ацтека, Мехіко, Мексика                           | Італія   | 2–2     | 2–3       | Товариський матч                   |
| 4. | 14 червня 1970 | Естадіо Луїс Досал, Толука, Мексика               | Італія   | 1–0     | 1–4       | Чемпіонат світу 1970               |

## Особисте життя
Брат Хосе, Віктор Мануель, колишній президент Мексиканської федерації футболу.

## Титули і досягнення
- Переможець Чемпіонату націй КОНКАКАФ: 1965